# Moulin du Puvinage
De Moulin du Puvinage is een watermolen in de Henegouwse plaats Vloesberg, gelegen aan de Puvinage 4.
Deze bovenslagmolen op de Ruisseau d'Ancre fungeerde als korenmolen.
Deze molen ligt iets stroomafwaarts van de samenvloeiing van de Ancre en de Géron. Hij bestond al in 1800 en was in bedrijf tot 1953. Daarna werd hij omgebouwd tot woonhuis, het metalen bovenslagrad werd verwijderd maar twee maalkoppels zijn nog aanwezig, evenals de molenvijver.